# Carmen Omonte
María del Carmen Omonte Durand (Huánuco, 14 de junio de 1970) es una abogada y política peruana. Fue congresista de la república en 2 periodos y ministra de la Mujer durante el gobierno de Ollanta Humala.

## Biografía
Nació en la ciudad de Huánuco, el 14 de junio de 1970.
Realizó sus estudios primarios en el Colegio La Inmaculada y los secundarios en el Colegio María Auxiliadora. Ingresó a la Pontificia Universidad Católica del Perú donde estudió la carrera de Derecho y Ciencias Políticas, donde no logró culminar sus estudios. Posteriormente estudió los cursos de Gestión y Administración de Empresas en la Universidad de ESAN.

## Carrera política
Carmen Omonte incursiona en la política como co-fundadora del partido Despertad Nacional en julio del 2005, donde luego terminaría por renunciar en el año 2007.

### Congresista por Huánuco
Luego en 2010, Omonte se afilia al partido Perú Posible del expresidente Alejandro Toledo, donde ejerció como secretaria nacional de política del partido de 2014 a 2016.
En las elecciones parlamentarias del año 2011, Omonte inicia su carrera política postulando al Congreso de la República en representación del departamento de Huánuco por la Alianza Perú Posible. Finalizando las elecciones, logró ser elegida como congresista de la república, obteniendo 19,054 votos, para el periodo parlamentario 2011-2016.
Durante su labor parlamentaria, fue miembro de las Comisiones de Comercio Exterior y Turismo, Relaciones Exteriores, Mujer y Familia, Cultura e Inclusión Social. También fue parte de la Comisión Especial de Fortalecimiento a la Función de Representación y de la Comisión Investigadora de la Reconstrucción de la zona afectada por el terremoto de agosto del 2007.
En el periodo 2011-2012, se desempeñó como vocera de la bancada Alianza Parlamentaria conformada por los partidos Perú Posible, Acción Popular y Somos Perú. En julio del 2013, Omonte postuló a la primera vicepresidencia de la Mesa Directiva en la lista oficialista de Fredy Otárola, quien compitió contra Octavio Salazar de Fuerza Popular. Luego, Omonte fue elegida y juramentada como primera vicepresidenta del Congreso para el periodo legislativo 2013-2014.

#### Proyectos de ley
Carmen Omonte tiene diversos proyectos de ley orientados a fortalecer el liderazgo de la mujer peruana, entre ellos:
- PL. 892, que regula la participación de la mujer en los directorios de las empresas del estado y democratice su participación. Promueve el acceso de las mujeres a instancias de poder y toma de decisiones en la sociedad y en la administración pública. Esta iniciativa se basa en la igualdad de oportunidades, dignidad y libre desarrollo.
- PL. 893, que democratiza la participación de la mujer en los órganos de dirección de empresas o sociedades. Propone modificar el artículo 153° de la Ley General de Sociedades, para incorporar la participación (cuota 30%) femenina en el directorio de empresas privadas, sujeta a las mismas condiciones y requisitos de los varones.
- PL 2191, que establece una nueva cuota de género e implementa la alternancia en las elecciones generales, regionales y locales. Propone la Ley de alternancia de género en las elecciones al Congreso de la República, elecciones regionales, elecciones municipales, organizaciones políticas y de eliminación del voto preferencial en la elección de Congresistas, a fin de abrir espacios y tener mayor presencia del género femenino en cargos de representación política mediante el voto popular.

Fue autora y coautora de 255 proyectos de ley, de los cuales 50 se convirtieron en ley (19.6% de efectividad).

### Ministra de la Mujer
El 24 de febrero del 2014, a meses de terminar su cargo en la Mesa Directiva, Carmen Omonte fue nombrada como la ministra de la Mujer y Poblaciones Vulnerables por el presidente Ollanta Humala, en reemplazo de Ana Jara Velásquez.
Dentro de su gestión, se creó la Dirección de Promoción y Desarrollo de la Autonomía Económica de las Mujeres en el Ministerio, amplió la cobertura del Programa Nacional contra la violencia familiar y sexual. Omonte inició la mesa de trabajo entre el Ministerio de la Mujer y el Ministerio de Educación para incorporar contenidos de prevención de violencia contra la mujer. De la misma forma, se elaboró el protocolo intersectorial para prevención y atención de feminicidio y violencia contra la mujer así como se revisó y reformuló el proyecto «Involucrando a los hombres en la prevención de la violencia de género».
Omonte también fue blanco de cuestionamientos debido a que su exesposo Luis Dyer ganó una millonaria licitación de su empresa con el Gobierno Regional de Loreto en 2013. También se le cuestionó por la pérdida de pañales en el Ministerio de la Mujer y Poblaciones Vulnerables, donde fue investigada ante la Comisión de Fiscalización.
Carmen Omonte permaneció en el cargo hasta que el 17 de febrero del 2015, decidió renunciar al cargo y fue reemplazada por Marcela Huaita.
Para las elecciones generales del 2016, Omonte fue candidata a la segunda vicepresidencia en la plancha presidencial de Alejandro Toledo y nuevamente al Congreso de la República por Perú Posible. Pasando las elecciones, la candidatura presidencial no obtuvo éxito tras obtener una baja votación. Tras esto, Omonte decidió renunciar al partido ese mismo año y luego decidió apoyar a la candidata Keiko Fujimori de Fuerza Popular.

### Congresista por Lima
En las elecciones parlamentarias del año 2020, Carmen Omonte se afilió al partido Alianza para el Progreso de César Acuña y postuló nuevamente al Congreso de la República por la lista electoral de Lima Metropolitana. Fue nuevamente elegida con 18,098 votos, para completar el periodo parlamentario 2016-2021.
Durante su labor en el legislativo, fue presidenta de la Comisión de Pensiones y en el segundo proceso de vacancia presidencial contra Martín Vizcarra, Omonte votó a favor de la declaratoria de incapacidad moral contra el expresidente por casos de corrupción. Finalmente, la vacancia fue aprobada por 105 parlamentarios el 9 de noviembre del 2020.
Para las elecciones generales del 2021, fue candidata a la primera vicepresidencia en la plancha presidencial de César Acuña por Alianza para el Progreso. Sin embargo, la candidatura presidencial no pasó a la 2.ª vuelta tras obtener un 867,025 de votos. Tras esto, Omonte decidió renunciar al partido ese mismo año.